# Agrypon angulatum
Agrypon angulatum là một loài tò vò trong họ Ichneumonidae.